# فابيو روسيلي
فابيو روسيلي (15 ديسمبر 1983 في إيطاليا - ) هو لاعب كرة قدم إيطالي في مركز الوسط. لعب مع نادي ألساندريا ونادي تريفيزو ونادي رافينا ونادي ريجينا ونادي سبال ونادي فوجيا ونادي لنيانو وFC Matera ‏ وكوسينزا كالشيو ونادي أريتسو وFC Francavilla ‏ وRossanese ASD ‏.

## وصلات خارجية
- فابيو روسيلي على موقع قاعدة بيانات كرة القدم.إي يو (الإنجليزية)
- فابيو روسيلي على موقع Soccerway.com (الإنجليزية)